# Stelis boliviensis
Stelis boliviensis är en orkidéart som beskrevs av Robert Allen Rolfe. Stelis boliviensis ingår i släktet Stelis och familjen orkidéer. Inga underarter finns listade i Catalogue of Life.